# Overland Big Four
Der Overland Big Four 85 war ein US-amerikanischer PKW, den Willys-Overland in Toledo (Ohio), 1917 herausbrachte. Dieses Modell ersetzte das Modell 84 und wurde den ähnlich gebauten Overland Light Four und Overland Light Six zur Seite gestellt. Daneben bot die Firma auch verschiedene Modelle mit Hülsenschiebermotoren unter dem Namen Willys-Knight an.
Der Wagen hatte einen vorne längs eingebauten Vierzylinder-Reihenmotor mit 35 bhp (25,7 kW) Leistung. Der Radstand betrug 2.844 mm und die Wagen kosteten zwischen 795,-- US-$ und 1.195,-- US-$.
Es gab einen 3-sitzigen Roadster, einen 5-sitzigen Tourenwagen, ein Tourer-Coupé mit 3 Sitzen (nur 1917) und eine Tourer-Limousine mit 5 Sitzen (nur 1917). Der Wagen wurde noch bis 1918 gebaut und ein Jahr später durch das Modell 4 ersetzt.